# Luca Lemaitre
Luca Lemaitre Vilchis (* 18. Februar 2005) ist ein mexikanischer Tennisspieler.

## Karriere
Lemaitre ist bis 2024 auf der ITF Junior Tour spielberechtigt. In der Jugend-Rangliste erreichte er mit Rang 463 seine höchste Notierung. Bei Turnieren der höheren Turnierkategorien kam er kaum zum Einsatz.
Ab 2022 spielte Lemaitre erste Profiturniere. 2023 gewann er auf der drittklassigen ITF Future Tour erstmals ein Match, wodurch er den ersten Punkt für die Weltrangliste sammelte. Bei zwei Turnieren der ATP Challenger Tour in Mexiko erhielt er für das Hauptfeld eine Wildcard, gewinnen konnte er nicht. Beim Turnier der ATP Tour in Los Cabos erhielt Lemaitre zusammen mit seinem Landsmann Luis Carlos Álvarez eine Wildcard für das Doppelfeld. Beim Debüt auf diesem Niveau verloren sie gegen Nathaniel Lammons und Jackson Withrow in zwei Sätzen.